# Chelo kabab
Chelo kabab (persiska: چلوکباب, även stavad chelow kabab eller chelo kebab) är en av Irans nationalrätter och består av kött grillad på spett, saffransris, grillade tomater och färska örter. Köttet som grillas kan vara färs eller bitar av lamm, nöt eller kyckling. Spetten heter olika beroende på vilken sorts kött som har använts, till exempel köttfärsspetten heter koobideh. Rätten serveras ofta med smaksatt yoghurt (likt tzatziki) och man brukar ha sumak på rätten innan den äts.
På persiska "chelo" betyder ris och "kabab" grillad som syftar på det grillade köttet.
I Turkiet kallas denna maträtt Çelo kebap som är en turkisk skål med lammkött som formats till runda köttbullar eller avlånga biffar och serveras med saffransris.
Om köttet som ska grillas är i bitar brukar det läggas i en marinad av yoghurt, lök, vitlök, saffran, salt och svartpeppar. Därefter sätts köttet på spett och grillas.

## Bilder

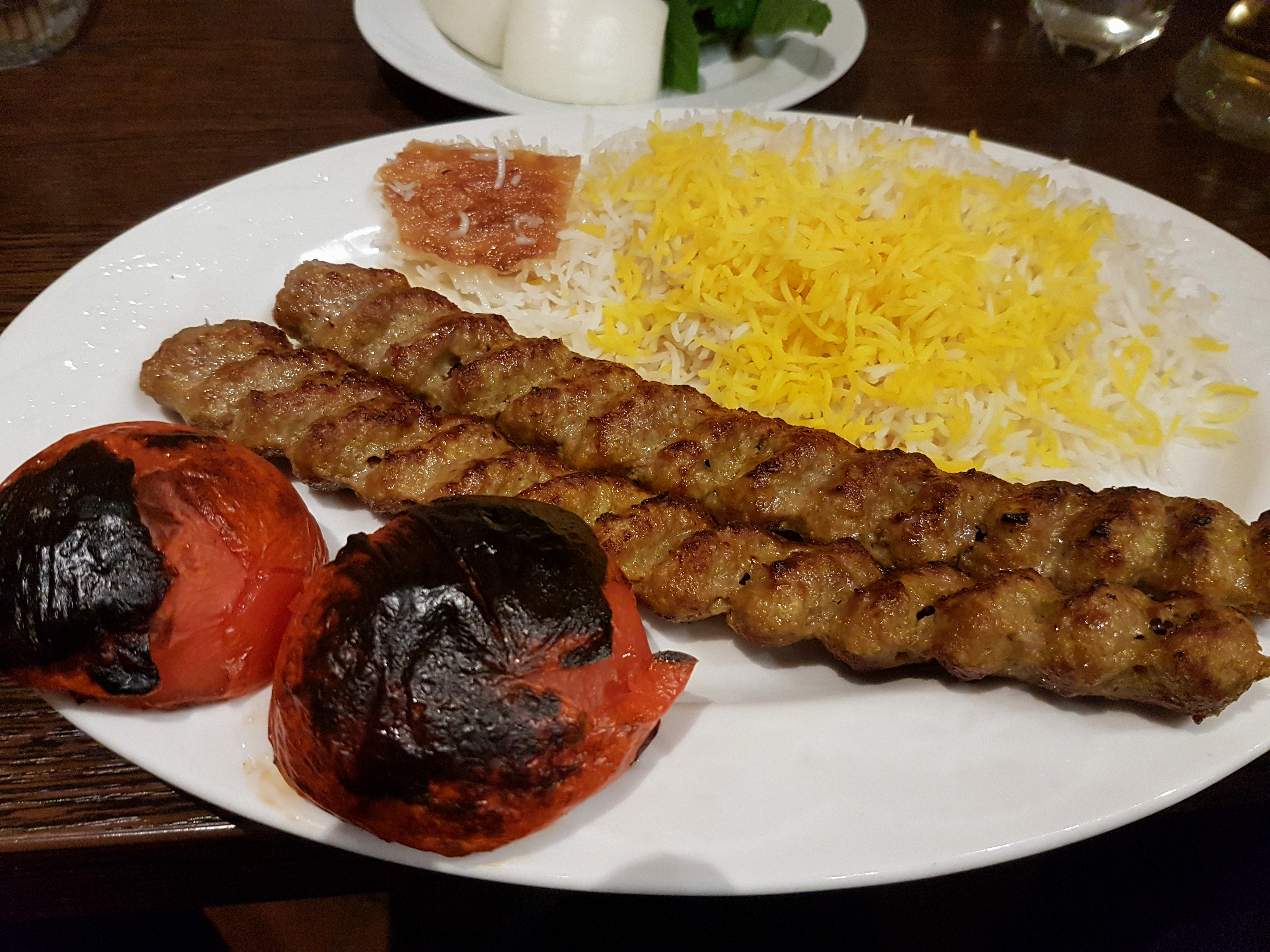
Chelo kabab
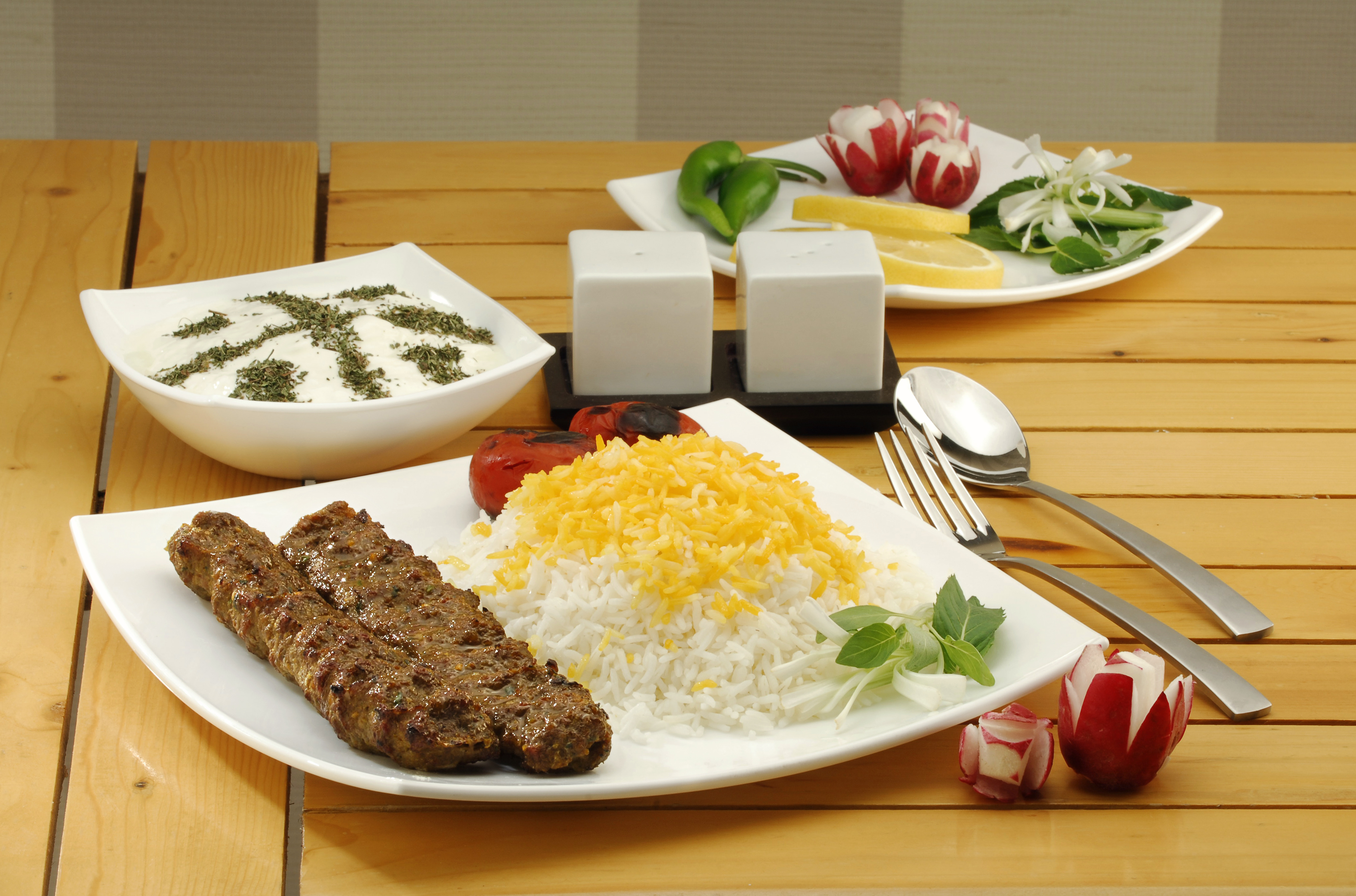
Chelo kabab med tillbehör
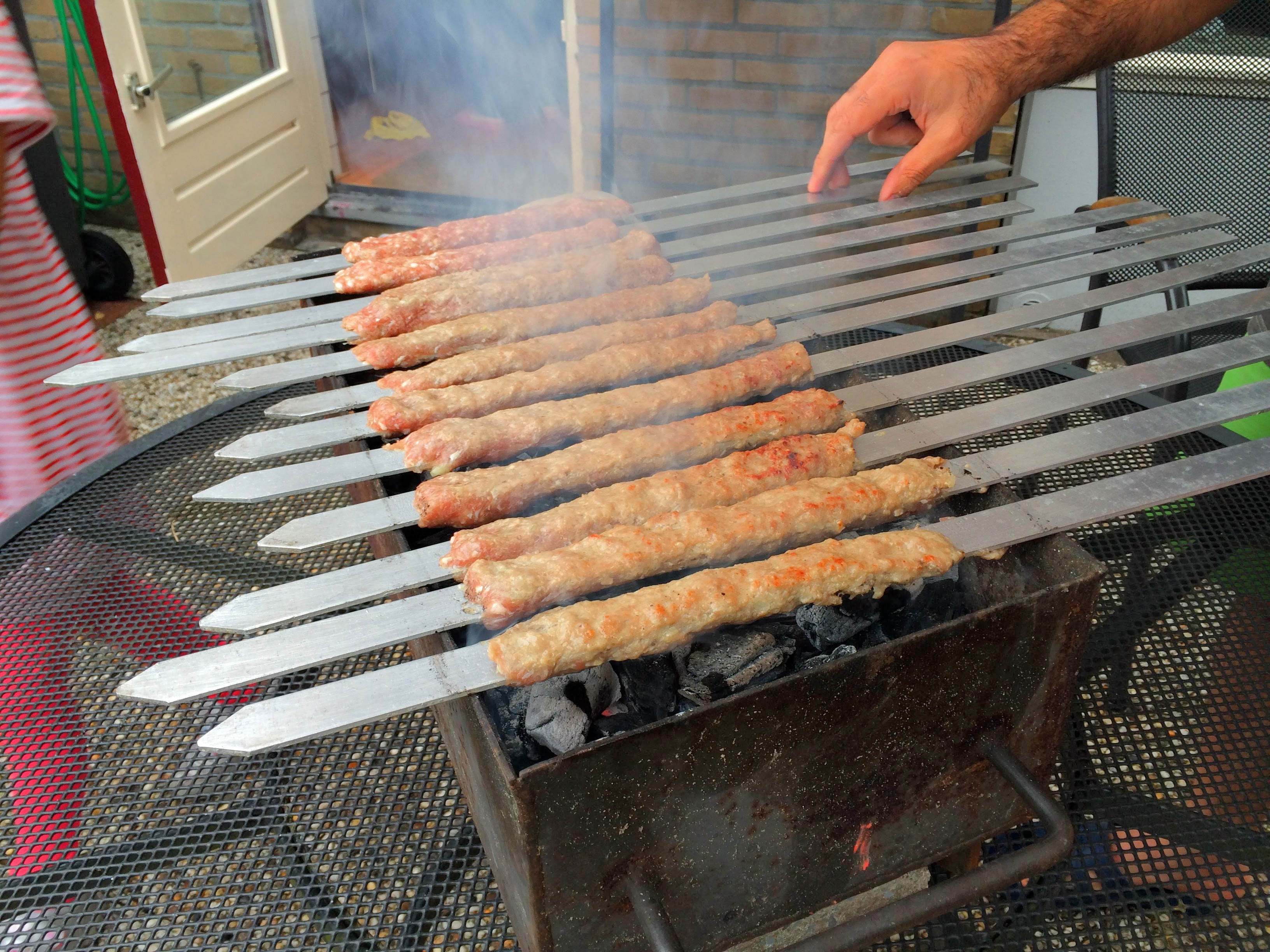
Köttfärsspett (koobideh)
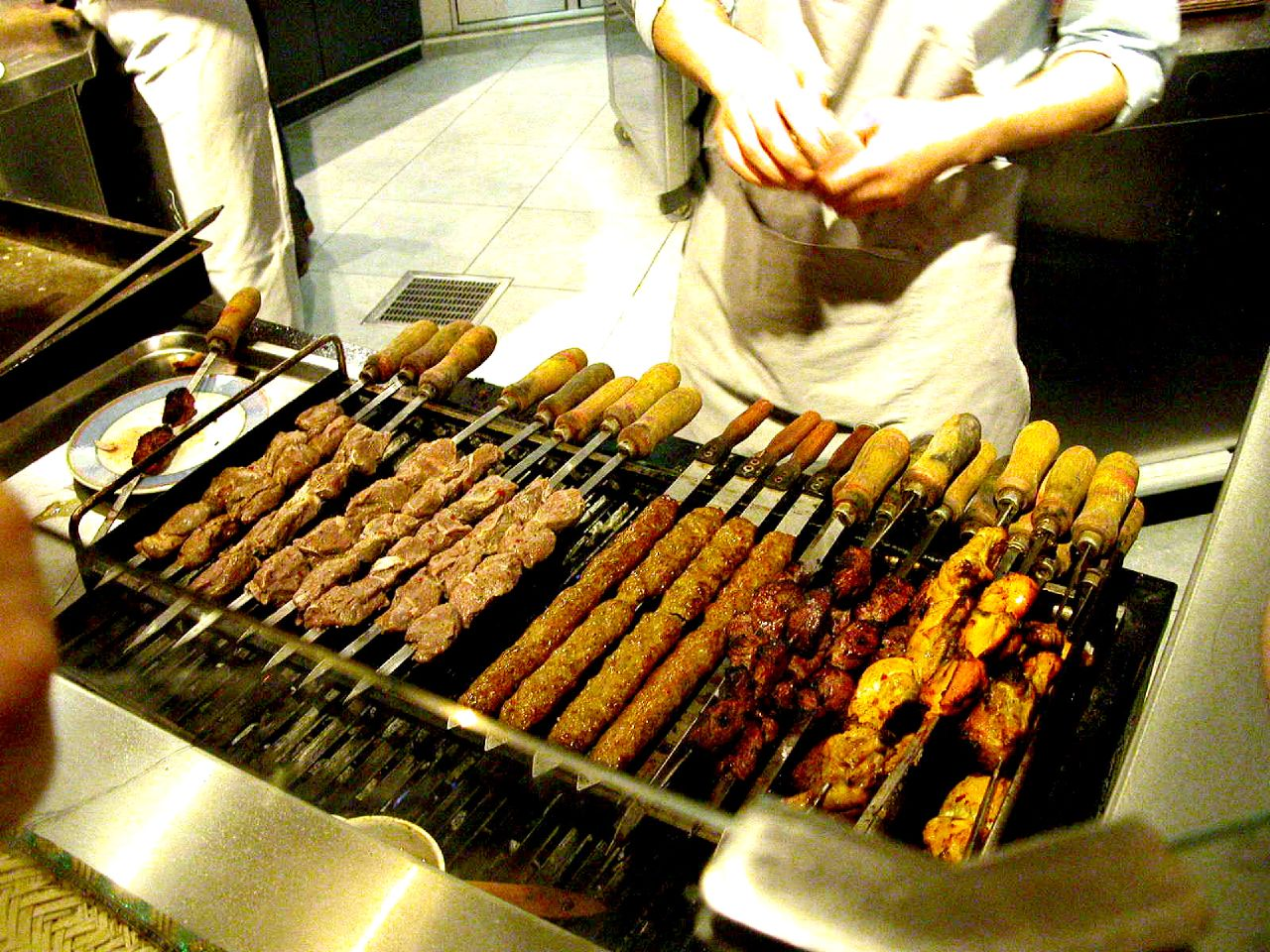
Spettar på bitar av nöt, lamm, kyckling och köttfärs